# Golli Marboe
Ernst Leo „Golli“ Marboe (* 4. August 1965 in Wien) ist ein österreichischer Medienexperte, Journalist, Buchautor, Vortragender an Hochschulen und Speaker zu Medienfragen und Obmann des Vereins zur Förderung eines selbstbestimmten Umgangs mit Medien. Er war 25 Jahre lang als TV- und Filmproduzent tätig, heute moderiert und veröffentlicht er vorrangig Podcasts. Zudem ist er Initiator der mental health days und seit Juni 2024 stellvertretender Vorsitzender der katholischen Publizisten Österreichs.

## Leben
Golli Marboe wurde als Sohn des ORF-Intendanten Ernst Wolfram Marboe und dessen Frau Maria geboren. Sein Großvater ist der Schriftsteller und prägende Leiter der Bundestheaterverwaltung Ernst Marboe, sein Onkel der Jurist und Wiener Kultur-Stadtrat (1996–2001) Peter Marboe. Er ist verheiratet und hat vier Kinder. Prägend war für Golli Marboe die Schulzeit im katholischen Schottengymnasium.
Nach seiner Matura 1984 studierte er Theaterwissenschaft und Politikwissenschaften an der Universität Wien.
Von 1984 bis 1992 wirkte Golli Marboe als Regieassistent und Aufnahmeleiter bei ungefähr 25 Filmen bzw. Serien, unter anderem bei Produktionen von Michael Kehlmann, Peter Weck oder Fritz Eckhardt, und bei internationalen Filmen, wie „Der Fall Franza“ (Xaver Schwarzenberger, Armin Müller Stahl), „From Time to Time“ (Michel Piccoli, Jeremy Irons), „Shining Through“ (Michael Douglas, Melanie Griffith), „The Train“ (Ben Kingsley), „The Living Daylights“ (James Bond)...
1992 gründete er die Produktionsfirma „Sternstunden“, die hunderte TV-Sendungen produzierte und 1999 Insolvenz anmelden musste. Die erste österreichische Privat-TV-Minute von W1 wurde aus dem Sternstunden-Studio ausgestrahlt. Die von Sternstunden entwickelte Comedy-Serie „Die kranken Schwestern“ (uA mit Florian Scheuba, Viktor Gernot, Werner Sobotka, Uli Bree, Rupert Henning) wurde als innovativstes Projekt des Jahres 1997 mit der Romy ausgezeichnet.
1999 bis 2011 war Marboe Producer bei der Münchner Firma Tellux, in der er ca. 200 Filme und ebenso viele Magazin-Sendungen schuf. Unter anderem zeichnete er für die Entwicklung und Produktion der mit dem Grimme-Preis 2011 ausgezeichnete Kinderserie „Schnitzeljagd im Heiligen Land“ verantwortlich.
Seit 2003 ist er Dozent an der Donauuniversität in Krems.
2007/2008 bis 2011 war er Geschäftsführer bei Tellux-Film Stuttgart, IFAGE Wiesbaden und Merkur TV.
2011 gründete er die makido film, die jedoch 2015 Insolvenz anmelden musste. Sie produzierte u. a. für die ORF-Formate Universum, Newton, Orientierung und auch für das ZDF, Arte, 3sat, RAI, diverse ARD-Anstalten (BR, WDR, HR, MDR, RBB,..), SRF,  oder  KIKA.
Seit 2015 ist er als freier Journalist und Konsulent u. a. für Die Furche oder den ORF tätig.
2016 gründete Golli Marboe den Verein zur Förderung eines selbstbestimmten Umgangs mit Medien (VsUM) und fungiert als Obmann. VsUM hat sich zum Ziel gesetzt, das Medienbewusstsein unserer Gesellschaft im Sinne demokratischer Grundwerte zu stärken. Dazu veranstaltet der Verein Symposien, diverse Vorträge oder initiiert Lehrfilme, die dann von Bildungseinrichtungen, wie dem BMB, dem Österreichischen Bildungsministerium oder mit Matthias Film in Deutschland vertrieben und von der Wiener Produktionsfirma Inspiris Film hergestellt werden.
Darüber hinaus unterrichtet er an Bildungseinrichtungen, wie der Universität Wien im Fachbereich Publizistik, der Fachhochschule der WKW, der Katholischen Medienakademie (KMA) „Journalismus im Bewegtbild“, „Medieninnovation“, „Storytelling“ und mehr. Er wirkt als Vortragender für Schulleiterinnen und Schulleiter an diversen Pädagogische Hochschulen, wie der KPH oder der PH NÖ. Dort spricht er über Medienerziehung und den Themenschwerpunkt: „Medien-Bildung-Demokratie“.
Als Speaker fungierte Marboe unter anderem für die WU Wien oder bei der Westbalkan Medienkonferenz der EU als Medienexperte mit dem Schwerpunkt „Wesen und Zukunft des Öffentlich-Rechtlichen Rundfunks“. Anlässlich der Nationalratswahl in Österreich 2017 gründete Golli Marboe die Initiative zur „Dirndlkoalition“ – mit dem Ziel, eine Beteiligung der FPÖ an einer nächsten Regierung zu verhindern und die Idee einer „schwarz-grün-pinken“ Koalition zu unterstützen. Seit Sommer 2018 ist Golli Marboe Mitglied der Kardinal-König-Stiftung, seit 2021 Vorsitzender des Bereichs „Medien“ der Kosovo-Friends.

## Podcasts
Seit einigen Jahren spezialisiert sich Golli Marboe auf die Podcast-Szene.
- Seit August 2020[11] moderiert und veröffentlicht er den Podcast "Über Medien Reden - 365, der tägliche Podcast". Hier spricht Golli Marboe mit Journalisten, Künstlern, Politikern und anderweitigen Experten über Medien, die Demokratie, Bildung und gesellschaftliche Fragen.[12] 2023 wurde der Podcast mit dem Herbert Pichler-Inklusions-Medienpreis in der Kategorie Digitale Medien ausgezeichnet.[13]
- In Kooperation mit filmfilter besteht der Podcast "filmfilter featuring 365" seit November 2021.[14] Hier kommen Persönlichkeiten aus der Film- und Fernsehwelt zu Wort.[15]
- Bis September 2021 moderierte er, gemeinsam mit Feri Thierry, den Podcast "Die Halbstunde der Wahrheit". Hier ging es vor allem um das Zwischenspiel aus Politik und Medien.[16]
- Gemeinsam mit Iris Haschek moderiert er den Podcast "mental health radio".[17]

## Mitgliedschaften
- Akademie des Österreichischen Films
- Deutsche Akademie für Fernsehen
- Gesellschaft Katholischer Publizistinnen und Publizisten Deutschlands
- Initiative Weltethos
- Kardinal-König-Stiftung
- Kosovo-Friends, Vorsitzender Bereich "Medien"
- Medien-Bildung-Demokratie e.V., Gründungsmitglied
- ORF-Publikumsrat seit 2018
- Presseclub Concordia
- Verband katholischer Publizistinnen und Publizisten Österreichs
- Vereinigung für Medienkultur
- Verein zur Förderung eines selbstbestimmten Umgangs mit Medien, Obmann

## Filmografie (Auswahl)
- 2015 Abenteuer Alpen, Dreiteiler mit Reinhold Messner, ARD, ORF
- 2015 Strafsache Luther – Wie Rom die Reformation verhindern wollte, MDR, ARTE, ORF, Matthias-Film, Planet TV, Bibel TV, Fernsehfonds Austria
- 2015 Topf und Söhne, MDR
- 2015 Burgenlandroma auf Wallfahrt – eine Kulturreise, Schau TV, Planet, Kultur Burgenland
- 2014 Akte Grüninger, Kinofilm
- 2014 Diplomatische Liebschaften – Die Mätressen des Wiener Kongress
- 2014 Reporter – Gründüngers Erbe, SRF
- 2014 Zwei Päpste für ein Halleluja, Schau TV, Planet
- 2014 Jenseits des Jordan, 3sat
- 2014 Newton – Jordanien – Wenn die Stadt und ein Meer verschwindet, ORF
- 2014 Wir machen Theater solange wir können – 125 Jahre Wiener Volkstheater, 3sat, Volkstheater Wien
- 2014 Die Spur der Ahnen – Jede Familie hat ein Geheimnis, MDR
- 2014 Die Gerechten unter den Völkern – Retter und Helfer im Nationalsozialismus, Deutsche Welle, Planet TV, ZDF info, 3sat
- 2014 Cultus Heilige, Dokureihe 26 × 12/25 Minuten, ORF III, Planet TV, ARD-alpha
- 2014 Der Mann, der die Welt reformierte – Lukas Cranach und Martin Luther, MDR
- 2013 Geister, die sich scheiden – Richard Strauss und Kurt Weill, 3sat, ORF
- 2013 Liedestoll – Angelika Kirchschlager und Konstantin Wecker, Konzert und Dokumentationsaufzeichnung, 3sat, Arthaus
- 2013 In bester Verfassung?, MDR
- 2013 Mythos Gerechtigkeit, 3sat, BMBF
- 2013 Schau in meine Welt – Jonas und die schwarze Meute, MDR
- 2013 Wagner vs. Verdi, 6-teilige Dokureihe, ZDF, ARTE; ORF III, Unitel, BMBF
- 2013 Der fünfte Akt des Lebens – Revolution der Altersbilder, 3sat, BMBF
- 2013 Wahnsinn, Wagner! ZDF, ARTE, Unitel, BMBF
- 2013 Leben als Gesamtkunstwerk – Henry van de Velde in Weimar, MDR
- 2013 Jesus und die verschwundenen Frauen. ORF, ZDF, SRF, BMUKK
- 2013 Georg Kreisler gibt es gar nicht, ZDF, ARTE, ORF III, Filmfonds Wien
- 2013 Kreislers musikalische Stolpersteine, ARTE live
- 2013 Schau in meine Welt! Khuyagaa – Ein Tag im Leben eines Nomadenjungen, KIKA
- 2012 Die Papstmacher, ORF
- 2012 Cultus Feiertage, 26-teilige Dokureihe, ORF III, Planet TV; Ordensgemeinschaften Österreich, Kultur Niederösterreich
- 2012 Diese verfluchten Stunden am Abend – Häftlingsbordelle im KZ, ORF, ZDF info, MDR, 3sat, Spiegel Geschichte, Nationalfonds, Kulturland Oberösterreich
- 2012 Die Ballclique, 20-teilige Dokusoap, KIKA, ORF, ARD, ZDF, Fernsehfonds Austria
- 2011 Und die Bibel hat doch recht, ZDF
- 2010 Der Kardinal (König), Spieldokumentation von Andreas Gruber, ORF, Autentic, BMUKK
- 2008 Augustinus TV-Film 2 Teile, BR
- 2008 Tatort: Häschen in der Grube, BR
- 2007 Baching, Spielfilm, BR
- 2006 Lawine, Spielfilm, BR, ORF

- 2011 Campo Santo, Doku (30min), Servus TV
- 2011 Imperium Piraten, Doku (45min), ZDF
- 2011 Imperium Ritter, Doku (45min), ZDF
- 2011 Imperium Wilder Westen, Doku (45min), ZDF
- 2011 Dreigroschenoper, Doku (45min), ARTE, ZDF
- 2011 Being Liszt, Doku (45min), ARTE, ZDF
- 2011 Carmina Burana, Doku (45min), ARTE, ZDF

- 2011 Schnitzeljagd im Heiligen Land, Doku (4x30min), Ki.Ka
- 2010 Tatort in Fatima, TV-Film (90min), BR
- 2010 Pius XII, TV-Film, ARD
- 2010 Meine Zeit wird kommen – Gustav Mahler, Doku (52min), ORF, BR, 3sat, SF, BMUKK, Unitel
- 2010 Augustinus der Wahrheitssucher, Doku (45min), BR
- 2010 Missbraucht und vergessen, Doku (45min), BR, ORF
- 2010 Kaprun, Doku (60min), ORF, 3sat
- 2010 SOS – Das andere Zuhause, Dokureihe (8x45min), Puls4
- 2010 Der Traum vom gelobten Land, Doku (45min), ORF, ZDF
- 2010 Die Kirche der Queen, Doku (45min), BR
- 2010 Helden des Glaubens, Doku (45min), ORF
- 2010 Mächte der Finsternis, Doku (90min), BR, ORF
- 2010 Konklave, Doku (45min), ZDF
- 2010 Klostergeheimnisse, Dokureihe (10x), Servus TV
- 2009 Empathie, TV-Film, BR-alpha
- 2009 Der Auftrag des Erzengels, Doku (45min), ZDF
- 2009 Credo: Gottes Werk und Darwins Beitrag, Doku (45min), BR, ORF
- 2009 Credo: Gott und Weltall, Doku (45min), BR, ORF
- 2009 Credo: Väterbilder, Doku (45min), BR, ORF
- 2009 Die Macht der Engel, Doku (45min), ZDF
- 2009 Alpenklöster Stift Rein, Doku (45min), BR, ORF/3sat
- 2009 Alpenklöster Mehrerau, Doku (45min), BR, ORF/3sat
- 2009 Alpenklöster Taime, Doku (45min), BR, ORF/3sat
- 2009 Alpenklöster Muri Gries, Doku (45min), BR, ORF/3sat
- 2009 Alpenklöster Ettal, Doku (45min), BR, ORF/3sat
- 2009 Alpenklöster St.Johann Müstair, Doku (45min), BR, ORF/3sat
- 2009 Imperium Kalifen, Doku (45min), ZDF
- 2009 Imperium Samurai, Doku (45min), ZDF
- 2009 Imperium Maharadschas, Doku (45min), ZDF
- 2009 So gesehen, Verkündi-gung (50x2min), Sat1
- 2009 Abenteuer Wissen Piraten, Doku (30min), ZDF
- 2008 Mission: Verbotene Stadt, Doku (45min), ZDF
- 2008 Achternbusch, Doku (90min), BR, ORF
- 2008 Klöster am Inn Gars, Doku (45min), BR
- 2008 Klöster am Inn Stams, Doku (45min), BR
- 2008 Klöster am Inn Au, Doku (45min), BR
- 2008 Klöster am Inn Altötting, Doku (45min), BR
- 2008 Das Geheimnis der Liturgie, Doku (45min), BR
- 2008 Das Prinzip Hoffnung Enzyklika, Doku (45min), BR
- 2008 1x1 des Rechts, Dokureihe (10x), BR-alpha
- 2008 Paulus in Rom, Doku (45min), BR
- 2008 1x1 der Wirtschaft, Dokureihe (10x), BR-alpha
- 2007 Wunderkinder, Doku (90min), SWR
- 2007 Heilige Orte Maria Zell, Doku (45min), BR, ORF
- 2007 Heilige Orte Gößweinstein, Doku (45min), BR
- 2007 Heilige Orte St. Wolfgang, Doku (45min), BR, ORF
- 2007 Heilige Orte Neukirchen beim Heiligen Blut, Doku (45min), BR
- 2007 Auf dem Jakobsweg mit Ulrich Reinthaler, Doku (45min), BR, ORF, 3sat
- 2007 Jesus von Assisi, Doku (45min), ZDF
- 2007 Das Jesus Foto, Doku (45min), ZDF
- 2007 Kultur Geschichten Wohnen, Zeitrechnung, Fortbewegung, Lernen, Arbeit, Geld, Medizin, Kommunikation, Dokureihe (8x30min), BR-alpha
- 2007 Kreuzwege Moosbach, Doku (45min), BR
- 2007 Kreuzwege Heiligenkreuz, Doku (45min), BR
- 2007 Benedikt in Bayern, Dokureihe (5x45min), BR
- 2007 Wir sind Bischof, Doku (30min), ORF
- 2007 Eine ganz normale Schule, Doku (30min), ORF
- 2007 Blasphemie, Doku (45min), ORF
- 2006 Willkommen Benedikt Marktl am Inn, Doku (45min), BR
- 2006 Willkommen Benedikt Freising, Doku (45min), BR
- 2006 Willkommen Benedikt München, Doku (45min), BR
- 2006 Willkommen Benedikt Regensburg, Doku (45min), BR
- 2006 Willkommen Benedikt Altötting, Doku (45min), BR
- 2006 Heilige Orte Altötting, Doku (45min), BR, ORF
- 2006 Heilige Orte Brikenstein, Doku (45min), BR, ORF
- 2006 Heilige Orte Gurk, Doku (45min), BR, ORF
- 2006 Heilige Orte Maria Plain, Doku (45min), BR, ORF
- 2006 Klosterpio-niere Der leidenschaftliche König, Doku (45min), BR
- 2006 Klosterpio-niere Die selbstbe-wusste Dienerin, Doku (45min), BR
- 2006 Klosterpioniere Der ruhelose Mönch, Doku (45min), BR
- 2006 Klosterpio-niere Der roman-tische Stahlbaron, Doku (45min), BR
- 2006 Kaiphas und Pilatus, Doku (45min), ZDF
- 2006 Karl Kraus, Doku (45min), ORF, BR
- 2006 Paradiesgärten, Doku (52min), ARTE, ORF
- 2006 Piero Marini, Doku (45min), BR-alpha
- 2006 Caritas, Doku (45min), Caritas
- 2005 Das Kreuz mit der Schrift, TV-Serie, BR-alpha
- 2005 Mozart – Ich hätte München Ehre gemacht, TV-Film, BR
- 2005 Der Kuss des Todes, Doku (45min), ZDF
- 2005 Patient Landarzt, Doku (90min), SWR
- 2005 So denkt der Papst, Doku (45min), ZDF
- 2005 Petrus und die Päpste, Doku (45min), BR, ORF
- 2005 Im Auftrag seiner Heiligkeit – Bischof Clemens in Rom, Doku (45min), BR
- 2004 Reblaus, TV-Film, BR
- 2004 Tatort: Nur ein Spiel, TV-Film (90min), BR
- 2004 Ein Engel im Meer, Doku (45min), BR/WDR
- 2004 Donauklöster Serbien, Doku (45min), BR, ORF
- 2004 Donauklöster Ungarn, Doku (45min), BR, ORF
- 2004 Donauklöster Slowakei, Doku (45Min), BR, ORF
- 2004 Donauklöster Rumänien, Doku (45min), BR, ORF
- 2004 Eine Hand voll Leben, Doku (45min), ZDF
- 2004 König David und das Geheimnis des Tempels, Doku (45min), ZDF
- 2004 Mythische Stätten Judentum in Israel, Doku (45min), BR
- 2004 Schauen und Glauben, Dokureihe (15x), BR-alpha
- 2003 Die Heilige Lanze, Doku (45min), ZDF
- 2003 Judas, Doku (45min), ZDF
- 2003 Hunger nach Orientierung, Doku (45min), ZDF
- 2003 Herodes, Doku (45min), ZDF, Phoenix
- 2003 ARD Buffet Stumbeckhof, Dokuserie (75x2min), SWR für ARD
- 2002 Donauklöster Beuron, Doku (45min), BR
- 2002 Daonauklöster Untermarchtal, Doku (45min), BR
- 2002 Donauklöster, Doku (45min), BR
- 2002 Donauklöster Schweiklberg, Doku (45min), BR
- 2002 Donauklöster Wilhering, Doku (45min), BR
- 2002 Donauklöster Baum-gartenberg, Doku (45min), BR
- 2002 Donauklöster, Doku (45min), BR
- 2002 Donauklöster Wien, Doku (45min), BR
- 2002 Sixtina, Doku (45min), Tellux
- 2002 Papst Johannes Paul II, Doku (45min), Tellux
- 2002 Donauklöster Windberg, Doku (45min), ORF2, BR
- 2002 Donauklöster Beuron, Doku (45min), BR
- 2002 Donauklöster, Doku (45min), BR
- 2002 Donauklöster, Doku (45min), BR
- 2002 Donauklöster Schweiklberg, Doku (45min), BR
- 2002 Donauklöster Wilhering, Doku (45min), BR
- 2002 Donauklöster, Doku (45min), BR
- 2002 Donauklöster, Doku (45min), BR
- 2002 Donauklöster Wien, Doku (45min), BR
- 2002 Sixtina, Doku (45min), Tellux
- 2002 Papst Johannes Paul II, Doku (45min), Tellux
- 2002 Donauklöster Windberg, Doku (45min), ORF2, BR
- 2002 Donauklöster Metten, Doku (45min), ORF2, BR
- 2002 Donauklöster Sankt Nikola, Doku (45min), BR, ORF
- 2002 Donauklöster Engelszell, Doku (45min), ORF2
- 2002 Donauklöster Sankt Florian, Doku (45min), ORF2, BR
- 2002 Donauklöster Göttweig, Doku (45min), ORF2
- 2001/2002 Donauklöster Weltenburg, Doku (45min), 3sat, BR, ORF2
- 2001/2002 Donauklöster Melk, Doku (45min), 3sat, BR, ORF2
- 2001/2002 Donauklöster Weltenburg, Doku (45min), 3sat, BR, ORF2
- 2001/2002 Donauklöster Melk, Doku (45min), 3sat, BR, ORF2
- 2001 Geheimnis des Fisches, Doku (52min), ZDF
- 2001 Leben mit Mord-drohungen, Doku (30min), ZDF
- 2001 Ausbildungsoffensive, Werbung (30sec), Werbe-agentur
- 2001 Geliebtes Büro, Dokureihe (12x), BR-alpha
- 2001 Aerospace, Magazin (12x), BR, BR- alpha, Discovery Channel, MDR
- 2001 Geheimnis des Fisches, Doku (52min), ZDF
- 2001 Leben mit Mord-drohungen, Doku (30min), ZDF
- 2001 Ausbildung-soffensive, Werbung (30sec), Werbe-agentur
- 2001 Geliebtes Büro, Dokureihe (12x), BR-alpha
- 2001 Aerospace, Magazin (12x), BR, BR- alpha, Discovery Channel, MDR
- 2000 Flucht über den Himalaya, Doku (30min), ZDF
- 2000 Eremiten Wüsten-väter, Doku (52min), BR, ORF, BRF
- 2000 Eremiten Einsiedeln, Doku (52min), BR, BR-ARTE, BRF
- 2000 Treu im Kleinen, Doku (52 min), Tellux
- 2000 Flucht über den Himalaya, Doku (30min), ZDF
- 2000 Eremiten Wüsten-väter, Doku (52min), BR, ORF, BRF
- 2000 Eremiten Einsiedeln, Doku (52min), BR, BR-ARTE, BRF
- 2000 Treu im Kleinen, Doku (52 min), Tellux
- Ab 1999 Anschi und Karl Heinz, Magazin (über 100x15min), BR-alpha
- 1998 Die Kranken Schwestern 27–34, TV-Serie, ORF
- 1998 Die kranken Schwestern „Austrian Juke Box II“, TV-Serie, Montreux98
- 1997 Die kranken Schwestern 12–26, TV-Serie, ORF
- 1996 Treffpunkt Kultur, virtuelle Filmtipps, TV-Serie, ORF
- 1996 Die kranken Schwestern 1–11, TV-Serie, ORF
- 1995 Padre Papa, TV-Spielfilm, SAT 1
- 1995 Mali, TV-Spielfilm, BR
- 1995 Subito 1–6, TV-Serie, ARD
- 1994 Eine Frau mit Atmosphäre, TV-Spielfilm, ZDF
- 1993 Nervenkrieg, TV-Spielfilm, ZDF
- 1993 Lipstick, Kinospielfilm, Kino/Arte
- 1998 „Lust auf Liebe“ 32 Folgen, TV-Show, ORF
- 1998 Wiener Stadtfest „Touch the Future – Stufe 1“, Event, Verein Wr. Stadtfest
- 1998 Die „Gull Night Show“, TV – Late Night Show, Sternstunden
- 1998 Die Männer der kranken Schwestern, TV – Special, ORF
- 1998 Schluss mit Lustig, TV – Talk Comedy, ORF
- 1998 Open House, Event, ÖVP
- 1998 Meisterklasse – Wiener Volkstheater, Aufzeichnung, RM Production
- 1998 1. Wiener Stadtspiel, Event, Verein Wr. Stadtfeste
- 1997 TV-Wien – 90min, Lokalprogramme, Wien1
- 1997 Reden wir übers Essen (40 Folgen), Magazin, Wien 1
- 1997 Reden wir über die Nacht (40 Folgen), Talk-Magazin, Wien 1
- 1997 Reden wir über die Anderen (50 Folgen), Talkshow, Wien 1
- 1997 Reden wir im Café (50 Folgen), Talkshow, Wien 1
- 1997 Reden wir über uns (40 Folgen), Talkmagazin, Wien 1
- 1997 Reden wir über die Umgebung (40 Folgen), Magazin, Wien 1
- 1997 Reden wir über Räder (40 Folgen), Info-Magazin, Wien 1
- 1997 Reden wir über Rapid (40 Folgen), Fan-Magazin, Wien 1
- 1997 Wien 1 – Quiz (200 Folgen), Spielshow, Wien 1
- 1997 Reden wir über Wien (280 Folgen), Servicemagazin, Wien 1
- 1997 Blind Videoclip, Musikvideo, BMG
- 1997 Planet Media, Promotionfilm, Sony
- 1997 Die Hektiker „Echt“, Verkaufsvideo, Libro
- 1996 Tausend Jahre Österreich, Installation, Hist.Museum
- 1996 Das blonde Huhn (Bettina Soriat), CD, BMG
- 1996 Mischa Maisky, Dokumentation, Arte
- 1996 ÖVP Landesparteitag Wien, Veranstaltung, ÖVP
- 1996 OEU – Österreich in Europa, Promotionfilm, Außenamt
- 1996 ÖVP zur Europawahl, Belangsendung, ÖVP
- 1995 La Nozze di Figaro, Salzburger Festspiele, Aufzeichnung, ORF
- 1995 Nationalratswahl Berichterstattung ARD, TV-News, ARD
- 1995 Jerusalem Wiener Staatsoper, Aufzeichnung, ORF
- 1994 Das goldene Vlies (Burgtheater), Zuspielung, Burgtheater
- 1994 EU Initialveranstaltung, Event, WK
- 1994 Fitness 1–13, SitCom, ORF
- 1994 Flower Power Flower, CD, BMG
- 1994 Grüne Kinospot, Werbung, Grüne
- 1994 So ist der Mensch, Installation, Hist.Museum
- 1993 Mille Miglia (Pilot), Dokumentation,
- 1993 Die lustige Witwe, Aufzeichnung, Unitel
- 1993 Lipstick (Promotion CD), CD,
- 1993 Austria On Air, CD, Ö-Werbung
- 1993 Sternstunden (Sendungsentwicklung), Konsulent, BR
- 1992 Das Käthchen von Heilbronn (Burgtheater), Zuspielung, Burgtheater

## Publikationen
- 2021: Notizen an Tobias: Gedanken eines Vaters zum Suizid seines Sohnes, Residenz-Verlag, Salzburg 2021, ISBN 978-3-7017-3514-3

## Auszeichnungen (Auswahl)
- 2021 Papageno-Medien-Sonderpreis
- 2011 Grimme-Preis: Schnitzeljagd im Heiligen Land
- 2009 Nominierung zum Deutschen Dokumentarfilmpreis: Achternbusch
- 2002 Nominierung zum Deutschen Fernsehpreis: Flucht über den Himalaya
- 2002 Special Jury Award BANFF: Flucht über den Himalaya
- 2002 Romy: Donauklöster
- 2001 Axel Springer Preis: Flucht über den Himalaya
- 1997 Romy: Die kranken Schwestern
- 1993 Diagonale Hauptpreis: Lipstick